# اسماعیل آیت‌الله‌زاده رشتی
اسمعیل صوفی املشی معروف به شیخ اسماعیل آیت‌الله‌زاده رشتی روحانی شیعه، از فعالان سیاسی دوره مشروطیت، وکیل مردم لاهیجان در سومین دورهٔ مجلس شورای ملی و نماینده رشت در دوره اول مجلس مؤسسان بود.

## زندگی
شیخ اسماعیل آیت‌الله‌زاده رشتی دومین فرزند میرزا حبیب‌الله رشتی (از اجله فقها شیعه در دوره قاجار) در در سال ۱۲۹۴ ه‍.ق در نجف متولد شد. شیخ اسمعیل داماد و از شاگردان طراز اول آخوند خراسانی، از مراجع ثلاث حامی مشروطه بود. شیخ اسمعیل خود نیز هوادار مشروطه بود. او پس از تحصیل نزد علمای نجف بویژه پدرش، به تهران آمد و نزد علمای آن روز تلمذ کرد. حضور او در تهران مقارن بود با فعالیت‌های مشروطه خواهی و وی نیز وارد این جریان شد؛ و چندی بعد نیز به نمایندگی لاهیجان در دوره سوم مجلس شورای ملی برگزیده شد. علت انتخاب او از لاهیجان، آن بود که اصلاً لاهیجی بود. زیرا پدرش میرزای رشتی در املش از توابع همین شهر به دنیا آمده بود. وی در انتخابات مجلس مؤسسان اول که در سال ۱۳۰۴ خورشیدی برگزار شد، از رشت به نمایندگی برگزیده شد.
او هنگام مهاجرت به عثمانی در سال ۱۳۳۲ قمری درگذشت و در نجف دفن شد.